# 민재 (1994년)
민재(본명: 성민재 (成旼宰), 1994년 12월 18일 ~ )는 과거 대한민국의 걸 그룹 소나무의 메인보컬을 맡았다. 현재 뮤지컬 배우로 전향해 활동 중이다.

## 학력
- 해강초등학교 (졸업)
- 해운대여자중학교 (졸업)
- 해강고등학교 (전학) →영동일고등학교 (졸업)
- 명지대학교 뮤지컬학과 (졸업)

## 출연

### 예능
- 《걸스피릿》

## 뮤지컬
- 2022년 《빨래》 - 나영 역 (2022.6.10 ~ 2023.1.29 유니플렉스 2관)